# 김석형 (역사학자)
김석형(金錫亨 1915년~1996년 11월 26일)은 일제강점기 대구에서 태어나 1946년 월북한 김일성종합대학 교수이다. 1963년 일본의 임나일본부설에 맞서 삼한의 주민들이 일본에 이주하여 분국을 세웠다는 학설을 주장한 역사학자이다.

## 경력
- 1939년 경성제국대학 졸업
- 1955년 11월 김일성종합대학 교수
- 1955년 11월 사회과학원 역사연구소 소장
- 1958년 사회과학원 원사(院士)
- 1961년 5월 조국평화통일위원회 중앙위원
- 1962년 최고인민회의 대의원
- 1962년 마르크스·레닌주의방송대학 부총장
- 1972년 12월 최고인민회의 대의원
- 1973년 김일성종합대학 총장
- 1982년 2월 최고인민회의 대의원
- 1983년 사회과학원 역사연구소 소장
- 1988년`사회과학원 역사연구소 고문
- 1992년 7월 사회과학원 원장

## 칠지도해석
김석형은 1963년 칠지도의 명문을 근거로 임나일본부설을 부정하고 고대 삼국이 일본(당시 왜)에 식민지 국가인 분국을 세웠다는 이른바 삼한 삼국 분국설을 주장했다.
김석형은 1963년에 발표한 〈삼한 삼국의 일본열도 내 분국에 대하여〉라는 논문과 이 논문을 보완하여 1966년에 발표한 《초기조일관계사》라는 저서에서 칠지도가 백제 왕이 일본 천황에게 바쳤다는 일본 학자들의 주장을 부정하고 오히려 백제 왕이 일본 천황에게 하사했다고 주장했다. 김석형의 삼국분국설은 현재 많은 부분이 수정되거나 파기되었지만, 백제 왕이 칠지도를 하사한 것이라는 학설은 남북 역사학자들의 지지를 받고 있다. 당시 유물의 상감 기법 등으로 제작 연대가 6세기로 추정되며 가지가 실제로는 7개가 아닌 6개라는 등 칠지도를 《일본서기》의 내용에 맞추는 것은 문제가 있다는 지적이 있다.

## 상훈
- 김일성훈장 (역사연구에 대한 공로,1992년 4월)

## 저서
- 《조선봉건시대 농민의 계급구성》(1958)
- 《봉건지배계급을 반대한 조선농민들의 투쟁(전4권)》(1960)
- 《초기조일관계사》(1966)